# برستووو (استان بلاگووگراد)
برستووو (به بلغاری: Brestovo) روستایی در بلغارستان است که در استان بلاگووگراد واقع شده‌است.